# پارک ملی کلختی
پارک ملی کلختی (گرجی: კოლხეთის ეროვნული პარკი) یک پارک ملی است که در سامگرلو-زمو سوانتی و گوریا در منطقه تاریخی کولخیس در غرب گرجستان واقع شده‌است. تالاب‌های کلختی مرکزی یک تالاب با اهمیت بین‌المللی، سایت رامسر است. این منطقه در دشتی ساحلی در دریای سیاه، بین دهانه‌های تیکوری و سوپسا قرار دارد و نواحی زغدیدی، خوبی، لانچختی، سنکی و اباشا را در بر می‌گیرد. این پارک در سال‌های ۱۹۹۸ و ۱۹۹۹ به عنوان بخشی از پروژه مدیریت یکپارچه سواحل گرجستان، که توسط بانک جهانی (WB) و تسهیلات جهانی محیط زیست (GEF) حمایت مالی و تأسیس شد. پارک ملی کلختی مساحتی معادل ۲۸۹۴۰ هکتار را پوشش می‌دهد و با تالاب‌های حفاظت‌شده منطقه حفاظت‌شده تا ۳۳۷۱۰ هکتار را پوشش می‌دهد، که شامل اراضی ذخیره‌گاه طبیعی دولتی کلختی به مساحت ۵۰۰ هکتار است. این بخشی از جنگل‌های بارانی و تالاب‌های کلخی است که در فهرست میراث جهانی یونسکو به ثبت رسیده‌است.

## تاریخ
پارک ملی کلختی زمانی بخشی از منطقه گرمسیری و نیمه گرمسیری دوره سوم بود که بر روی قاره اوراسیا امتداد داشت. در حدود ۲۰۰۰ سال پیش از میلاد، اولین ایالت گرجستان، کلختی، که بیشتر به نام " کلخیس " شناخته می‌شود، در اینجا ایجاد شد و مکانی بود که اولین ضرب سکه گرجی، "کلخوری تتری" در آن ضرب شد. کلخیس در اساطیر یونان به عنوان حاشیه جهان مشخص می‌شود و از زمان‌های قدیم در اسناد تاریخی در سراسر آسیای غربی و اروپای شرقی ذکر شده‌است. کلخیس در اسطوره جیسون و آرگونات‌ها و تعقیب او برای پشم زرین ظاهر می‌شود.

## اقلیم
آب و هوای پارک ملی کلختی، آب و هوای گرم و مرطوب است و میزان بارندگی سالانه بین ۱۵۰۰ تا ۱۶۰۰ میلی‌متر است در طول سال نسبتاً برابر است. این پارک در معرض بادهای شدید ساحلی دوره ای است و سردترین ماه ژانویه است که دمای آن به ۴٫۵ درجه سانتیگراد می‌رسد. در طول تابستان دمای هوا معتدل است و در ماه آگوست به‌طور متوسط به ۲۲ درجه سانتیگراد می‌رسد. با این حال، در ماه اوت، درجه حرارت به ۳۴ درجه سانتیگراد می‌رسد.

## حیات وحش

### فلور
آب و هوای پارک و فراوانی آب موجب شده‌است که تنوع زیستی غنی از گیاهان در باتلاق‌های ساحلی و جنگل‌های باتلاقی و جنگل‌های تالاب برگ‌ریز، بیشتر از توسکا ریش‌دار، چندین گونه بید و بلوط و زبان گنجشک معمولی تشکیل شده‌است.

## گردشگری
با وجود حفاظت از پارک، دولت گرجستان اخیراً راهی برای جذب گردشگران در عین حفاظت از زیستگاه طبیعی پیدا کرده‌است. این پارک در سال ۲۰۰۷ به روی گردشگران باز شد و در آن سال ۱۰۰۰ نفر را به خود جذب کرد.